# Space-Based Infrared System

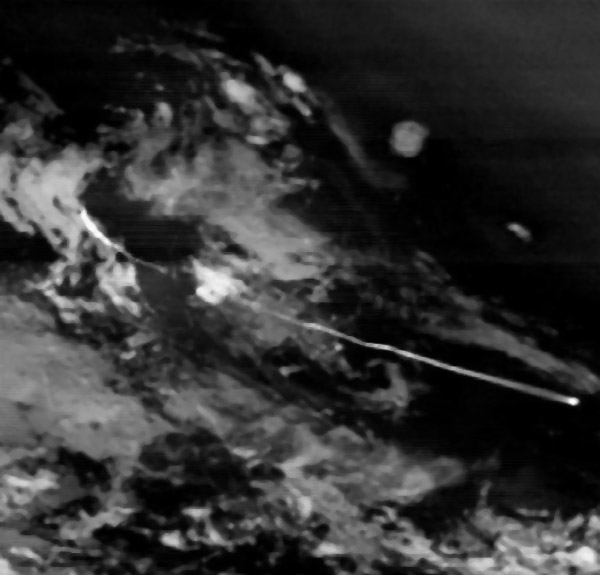
Observation d'un lancement d'une Delta II par le satellite Space Based Infrared Systems Highly Elliptical Orbit-2 (Orbite elliptique élevée) en 2008.

Le Space-Based Infrared System (en français « Système infrarouge spatial »),  plus connu par son acronyme SBIRS, est un système spatial de détection des missiles balistiques intercontinentaux développé par les États-Unis et déployé à compter de la fin des années 2000. Il repose sur des satellites d'alerte avancée disposant de capteurs infrarouges capables de détecter le lancement de missiles depuis tout point de la planète. Pour remplir son objectif et ainsi remplacer la constellation DSP, une dizaine de satellites sont déployés sur trois orbites : l'orbite géostationnaire, l'orbite de Molnia et l'orbite basse. Le déroulement du programme est caractérisé par une envolée des couts et une forte dégradation des performances par rapport au cahier des charges. Le développement des 24 satellites en orbite basse, trop ambitieux, est sorti du programme SBRIS et confié à une autre agence qui ne déploiera que deux satellites STSS pilotes. Pour faire face à de nouvelles menaces (satellite anti-satellite), améliorer les performances des détecteurs et le système de diffusion des données ainsi que réduire les couts de fonctionnement, le déploiement d'une nouvelle génération de satellites, Next-Generation Overhead Persistent Infrared (NG-OPIR) est programmée à compter de 2026.

## Historique
Depuis les années 1960 les États-Unis disposent d'un système spatial de détection des missiles balistiques intercontinentaux basés sur des satellites en orbite géostationnaire équipés de capteurs infrarouges capables d'identifier la chaleur émise par le missile dans sa phase propulsée associé à un système de diffusion de l'information. Le premier système semi-opérationnel, baptisé MIDAS, est déployé entre 1960 et 1966. Il est remplacé par la constellation DSP déployée entre 1970 et 2007. Au cours des années 1980 et 1990 plusieurs programmes sont lancés pour remplacer les DSP. Ce sont l'Advanced Warning System, et le Boost Surveillance and Tracking System dans les années 1980 puis le Follow-on Early Warning System dans les années 1990. Ces programmes échouent car ils reposent sur des technologies de détecteur infrarouge manquant de maturité et leur coût est trop élevé. À la suite de la guerre du Golfe (1991), au cours de laquelle l'Armée américaine essuie le feu de plusieurs missiles balistiques à courte portée, le département de la Défense américain (DOD) décide que le système amené à remplacer les DSP sera également doté de la capacité de détecter le lancement des missiles à courte portée et d'alerter à temps les forces militaires prises pour cible. En 1994 le DOD consolide les différents besoins du futur système, qui est baptisé SBIRS (Space-Based Infrared System) et lance les développements. Il est prévu de disposer de quatre satellites en orbite géostationnaire, deux satellites sur une orbite de Molnia et 24 satellites sur une orbite basse. La partie terrestre comprend une station de contrôle, le système de communications et deux stations terriennes situées sur d'autres continents. Le déploiement des satellites en orbite géostationnaire, qui présente un caractère d'urgence, doit débuter en 2002 tandis que les satellites en orbite basse devront être placés en orbite à partir de 2006. Le cout total du programme (y compris les coûts opérationnels) qui doit courir jusqu'en 2020 est estimé initialement à 22,6 milliards US $ dont 9,3 milliards pour les satellites placés en orbite basse.
Dès 2000 le programme est en dépassement de coûts et le risque associé à la constellation en orbite basse est considéré comme très élevé. Devant les difficultés rencontrées sur la composante orbite basse, l'armée de l'Air transfère son développement à la Missile Defense Agency. Le programme est renommé Space Tracking and Surveillance System. Désormais le programme SBIRS ne porte plus que sur les satellites en orbite géostationnaire et en orbite de Molnia. En 2004 ce projet au périmètre réduit accumule également les dépassements et les retards liés à des problèmes rencontrés dans la mise au point des logiciels et des composants. En septembre 2007, le coût estimé du projet a atteint 10,4 milliards USD,. Le contrat initial prévoyait deux satellites sur orbite de Molnia et de 2 à 3 satellites sur orbite géosynchrone, pour un total de 5 satellites. En 2005, à la suite de la troisième violation de l'amendement Nunn-McCurdy (25 % d'augmentation par rapport au budget prévu), les fonctionnalités prévues dans le cahier de charges sont revues à la baisse.
Le 2 juin 2009, Lockheed Martin annonce qu'il a obtenu un contrat pour un troisième satellite sur orbite de Molnia, un troisième satellite sur orbite géosynchrone et les équipements au sol associés. Le 10 juin 2009, Lockheed Martin a reçu un montant de 262,5 millions USD de l'USAF pour construire un quatrième satellite. Le SBIRS-GEO 3 (USA 273) a été lancé le 21 janvier 2017 et le SBIRS-GEO 4 (USA-282) est lancé le 20 janvier 2018.Le 25 mai 2014, Lockheed signe un contrat d’un 1,86 milliard de dollars pour finaliser le programme et construire les 5e et 6e satellites devant être lancés initialement en 2018 et 2022. En janvier 2018, il est prévu de les lancer en 2021 et 2022 afin d’améliorer la couverture et, éventuellement, de remplacer les deux premiers satellites géosynchrones SBIRS.

## Segment spatial

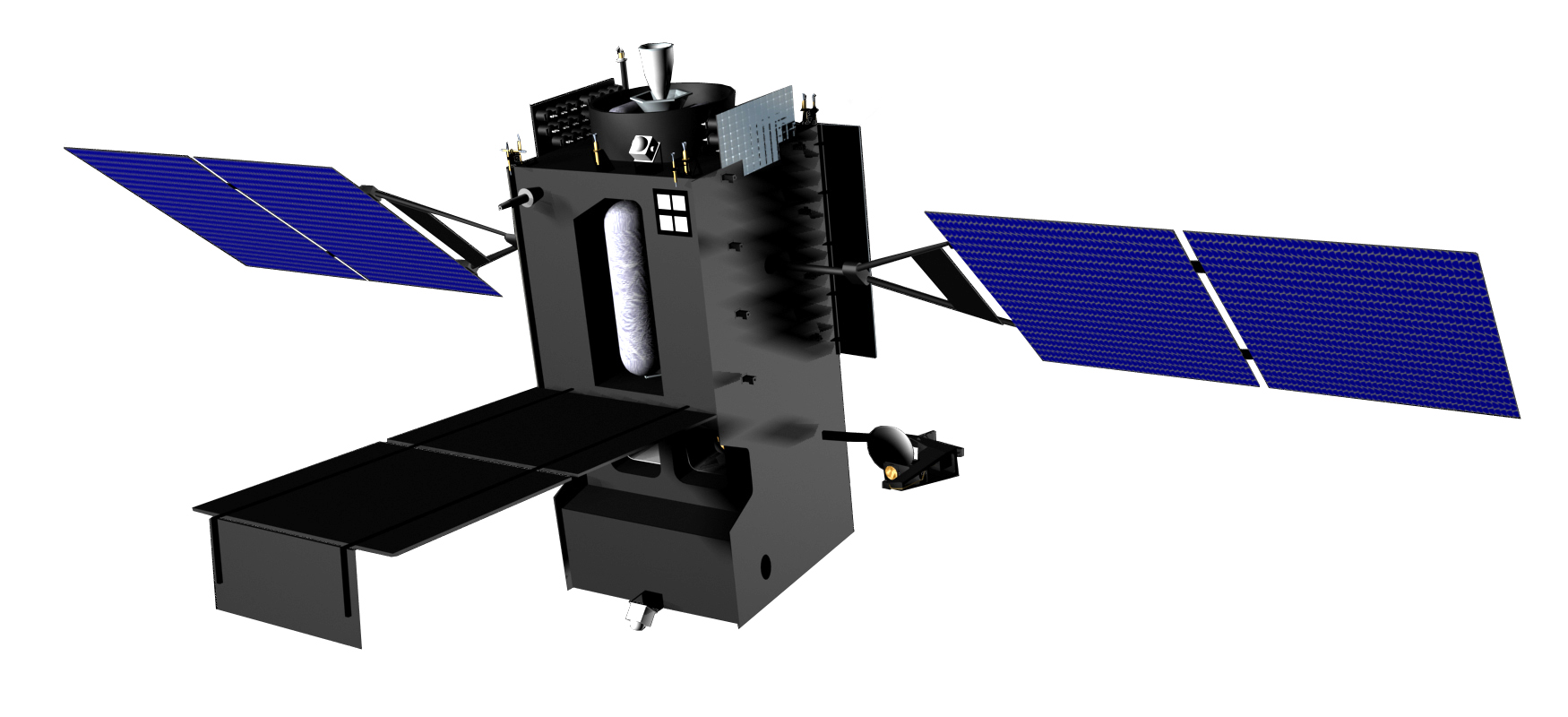
Vue d'artiste d'un SBIRS-GEO.

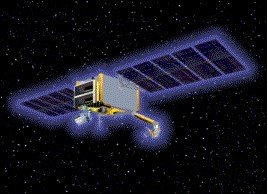
Vue d'artiste de SBIRS-Low.

Le système SBIRS met en œuvre plusieurs types de satellites :
- Le composant principal est constitué par les satellites en orbite géostationnaire SBIRS-GEO. Six satellites de ce type sont en orbite ou sont commandés. Le dernier exemplaire doit être lancé en 2022.
- Des détecteurs de départ de missile (composant SBIRS HEO) sont également embarqués sur quatre satellites d'écoute électronique Trumpet.
- Deux satellites STSS (SBIRS Low) sont placés sur une orbite basse.

### SBIRS-GEO
Les satellites SBIRS-GEO développés par Lockheed Martin ont une masse de 4,5 tonnes et une durée de vie minimum de 12 ans. Ils utilisent une plateforme stabilisée 3 axes de type A2100M et leur propulsion est assurée par un moteur LEROS-1c. L'énergie est fournie par deux panneaux solaires. Ils disposent de deux capteurs infrarouge - l'un balayant l'hémisphère et l'autre mobilisé pour observer des points particuliers. Ceux-ci observent dans l'infrarouge moyen et court,.

### SBIRS HEO
Les SBIRS HEO sont en fait des instruments formant la charge utile secondaire de satellites d'écoute électronique Trumpet. Le satellite circule sur une orbite de Molnia (38000 x 1100 kilomètres qui permet d'observer les zones polaires,.

### STSS 1, 2, ATRR/SBIRS Low
Le développement des 24 satellites en orbite basse, trop ambitieux, est sorti du programme SBRIS et confié en 2001 à l'agence Missile Defense Agency qui ne déploie que deux satellites STSS pilotes. Les deux satellites STSS, initialement SBIRS Low, sont placés en 2009  en orbite basse (1350 km × 1350 km inclinaison orbitale de 58°). Ces satellites de 1 tonne disposent de deux capteurs fonctionnant en lumière visible et en infrarouge capables de détecter et de suivre les missiles balistiques et les aides à la pénétration durant toutes les phases de leur trajectoire : phase d'ascension propulsée et non propulsée, rentrée atmosphérique avec la libération des leurres et des têtes nucléaires. Un prototype, le STSS-ATRR, a été lancé en 2006,.

## Chronologie des lancements de satellites du système SBIRS
| Désignation | Type      | Date de lancement | Lanceur           | Orbite          | NSSDC ID  | Statut | Commentaire                                         |
| ----------- | --------- | ----------------- | ----------------- | --------------- | --------- | ------ | --------------------------------------------------- |
| USA 184     | SBIRS HEO | 28 juin 2006      | Delta IV 4M+(4,2) | Molnia          | 2006-027A |        | Instrument installé à bord d'un satellite Trumpet 4 |
| USA 200     | SBIRS HEO | 13 mars 2008      | Delta IV 4M+(4,2) | Molnia          | 2008-010A |        | Instrument installé à bord d'un satellite Trumpet 5 |
| USA 205     | STSS-ATRR | 5 mai 2009        | Delta II 7920-10C | Orbite basse    | 2009-023A |        | Prototype des SDSS                                  |
| USA 208     | STSS-1    | 25 septembre 2009 | Delta II 7920-10C | Orbite basse    | 2009-052A |        | SBIRS-Low FDS 1. Même vol que USA 209               |
| USA 209     | STSS-2    | 25 septembre 2009 | Delta II 7920-10C | Orbite basse    | 2009-052B |        | SBIRS-Low FDS 2. Même vol que USA 208               |
| USA 230     | SBIRS-GEO | 7 mai 2011        | Atlas V 401       | géostationnaire | 2011-019A |        | SBIRS-GEO 1                                         |
| USA 241     | SBIRS-GEO | 19 mars 2013      | Atlas V 401       | géostationnaire | 2013-011A |        | SBIRS-GEO 2                                         |
| USA 259     | SBIRS HEO | 13 décembre 2014  | Atlas V 541       | Molnia          | 2014-081A |        | Instrument installé à bord d'un satellite Trumpet 6 |
| USA 273     | SBIRS-GEO | 21 janvier 2017   | Atlas V 401       | géostationnaire | 2017-004A |        | SBIRS-GEO 3                                         |
| USA 278     | SBIRS HEO | 24 septembre 2017 | Atlas V 541       | Molnia          | 2017-056A |        | Instrument installé à bord d'un satellite Trumpet 7 |
| USA 282     | SBIRS-GEO | 20 janvier 2018   | Atlas V 401       | géostationnaire | 2018-005A |        | SBIRS-GEO 3                                         |
| USA 315     | SBIRS-GEO | 18 mai 2021       | Atlas V 421       | géostationnaire | 2021-042A |        | SBIRS-GEO 5                                         |
| USA 336     | SBIRS-GEO | 4 août 2022       | Atlas V 421       | géostationnaire | 2022-092A |        | SBIRS-GEO 6                                         |

## Remplacement
Un système avec des capacités accrues pouvant détecter des missiles de croisière hypersoniques, le Next-Generation Overhead Persistent InfraRed (Next-Gen OPIR) doit commencer à être déployé en 2025 (planning de début 2021).